# Alfred Bailey
Pour les articles homonymes, voir Bailey.
Alfred Goldsworthy Bailey, né le 18 mars 1905 à Québec et mort le 21 avril 1997 à Fredericton à l'âge de 92 ans, est un poète, anthropologue, ethnologue, journaliste et historien canadien d'origine québécoise. Il a été décrit comme « le créateur du domaine de l'ethnohistoire au Canada » ainsi que comme l'un des premiers poètes modernistes du pays.

## Biographie
Né de Loring Woart Bailey Jr. et d'Ernestine Bailey, Alfred Bailey grandit dans une famille dont le grand-père et l'arrière-grand-père furent tous deux professeurs à l'Université du Nouveau-Brunswick.
Depuis la ville de Québec, il publie son premier recueil de poèmes, Songs of the Saguenay, en 1927, dont les poèmes témoignent de ses valeurs traditionalistes. Il fréquentera ensuite les milieux littéraires de Fredericton, avec qui il collaborera pour la création de la revue The Fiddlehead.
Il obtient un baccalauréat en arts en 1927 à l'Université du Nouveau-Brunswick ainsi qu'une maîtrise en arts en 1929 et un doctorat en philosophie en 1934 à l'Université de Toronto. Après avoir obtenu son diplôme, il travaille un temps comme journaliste pour le The Mail and Empire, expérience qu'il créditera comme ayant « grandement amélioré son style littéraire ».
De 1935 à 1938, il est directeur assistant au Musée du Nouveau-Brunswick à Saint-John. De 1938 à 1969 il est à la tête du département d'histoire de l'Université du Nouveau-Brunswick.
Il est élu membre de la Société royale du Canada en 1951. En 1952, il publie un nouveau recueil de poésie, Border River, qui révèle une forme plus libre par rapport à ses œuvres précédentes et qui, à l'instar de son recueil de 1930, Tao, contient des inspirations de la philosophie chinoise et de son domaine de l'anthropologie,. En 1978, il devient officier de l'Ordre du Canada.
En 1981, il est nommé pour le prix du Gouverneur général pour son recueil de poèmes Miramichi Lightning.

## Œuvre

### Poésie
- Songs of the Saguenay, 1927
- Tao, 1930
- Border River, 1952
- Miramichi Lighting, 1981[2]

### Histoire
- The Conflict of European and Eastern Algonkian Cultures, 1504-1700 : A Study in Canadian Civilization, 1937
- Culture and Nationality : Essays by A. G. Bailey, 1972[2]